# Les Sables–Les Açores–Les Sables
Die Les Sables – Les Açores – Les Sables ist eine Regatta für Einhandsegler, die in zwei Etappen von Les Sables-d’Olonne in Frankreich nach Horta auf der Azoren-Insel Faial und zurück führt.
Die Veranstaltung wurde im Jahre 2006 ins Leben gerufen und findet seitdem alle zwei Jahre statt. Startberechtigt sind Einrumpfboote der Klasse Mini 6,50, deren Klassenvereinigung die Classe Mini ist. Die Regatta ist die neben dem Transat 650 die bedeutendste Regatta der Classe Mini. 
Im Jahr 2008 startete das Rennen am 26. Juli mit 49 Teilnehmern. Nur 26 Teilnehmer erreichten in der ersten Etappe das Ziel. Die zweite Etappe konnten nur 22 Teilnehmer mit Zieldurchgang beenden.

## Kurs und Regeln
Start der ersten Etappe des Rennens ist Les Sables-d’Olonne in Frankreich. Ziel ist Horta auf der Azoreninsel Faial. 
Die zweite Etappe startet nach einigen Tagen Aufenthalt in Horta mit Ziel Les Sables-d’Olonne. 
Die Teilnehmer müssen pro Etappe 1.270 Seemeilen nonstop segeln, ohne fremde Hilfe in Anspruch zu nehmen. Es ist möglich, einen Landstopp bei technischen Schwierigkeiten zu machen. Die Dauer der Reparatur darf 36 Stunden nicht überschreiten.  
Die festgelegten Punkte, die passiert werden müssen, sind dabei:
- Start vor Les Sables-d’Olonne
- Ziellinie Hafeneinfahrt von Horta

- Start vor Horta
- Ziellinie vor der Hafeneinfahrt von Les Sables-d’Olonne

## Wertung
Gewertet wird die Les Sables - Les Açores - Les Sables in den zwei Kategorien „Prototypen“ und „Serienbauten“.